# ريفوروت
شركة ريفوروت المحدودة (باليابانية: 株式会社レヴォルト، بالروماجي: Kabushiki-gaisha Revorutō) هو استوديو رسوم متحركة ياباني، تأسس في 1 أبريل عام 2016، ويقع مقره في نيشيطوكيو في طوكيو.

## أعمال الاستوديو

### مسلسلات أنمي تلفزيونية
| العنوان                                       | المخرج                            | تاريخ بداية العرض | تاريخ نهاية العرض | عدد الحلقات | المراجع |
| --------------------------------------------- | --------------------------------- | ----------------- | ----------------- | ----------- | ------- |
| FLCL Alternative                              | كاتسويوكي موتوهيرو يوتاكا أويمورا | 8 سبتمبر 2018     | 13 أكتوبر 2018    | 6           | [ 2 ]   |
| Babylon                                       | كيوتاكا سوزوكي                    | 6 أكتوبر 2019     | 27 يناير 2020     | 12          | [ 3 ]   |
| أقتل السلايم منذ 300 عام وبلغت المستوى الأقصى | نوبوماغي كيمورا                   | 10 أبريل 2021     | TBA               | TBA         | [ 4 ]   |
| حياتي الإيسيكاي                               | TBA                               | TBA               | TBA               | TBA         | [ 5 ]   |

## وصلات خارجية
- الموقع الرسمي باللغة اليابانية
- ريفوروت على موقع IMDb (الإنجليزية)